# Grieks vuur

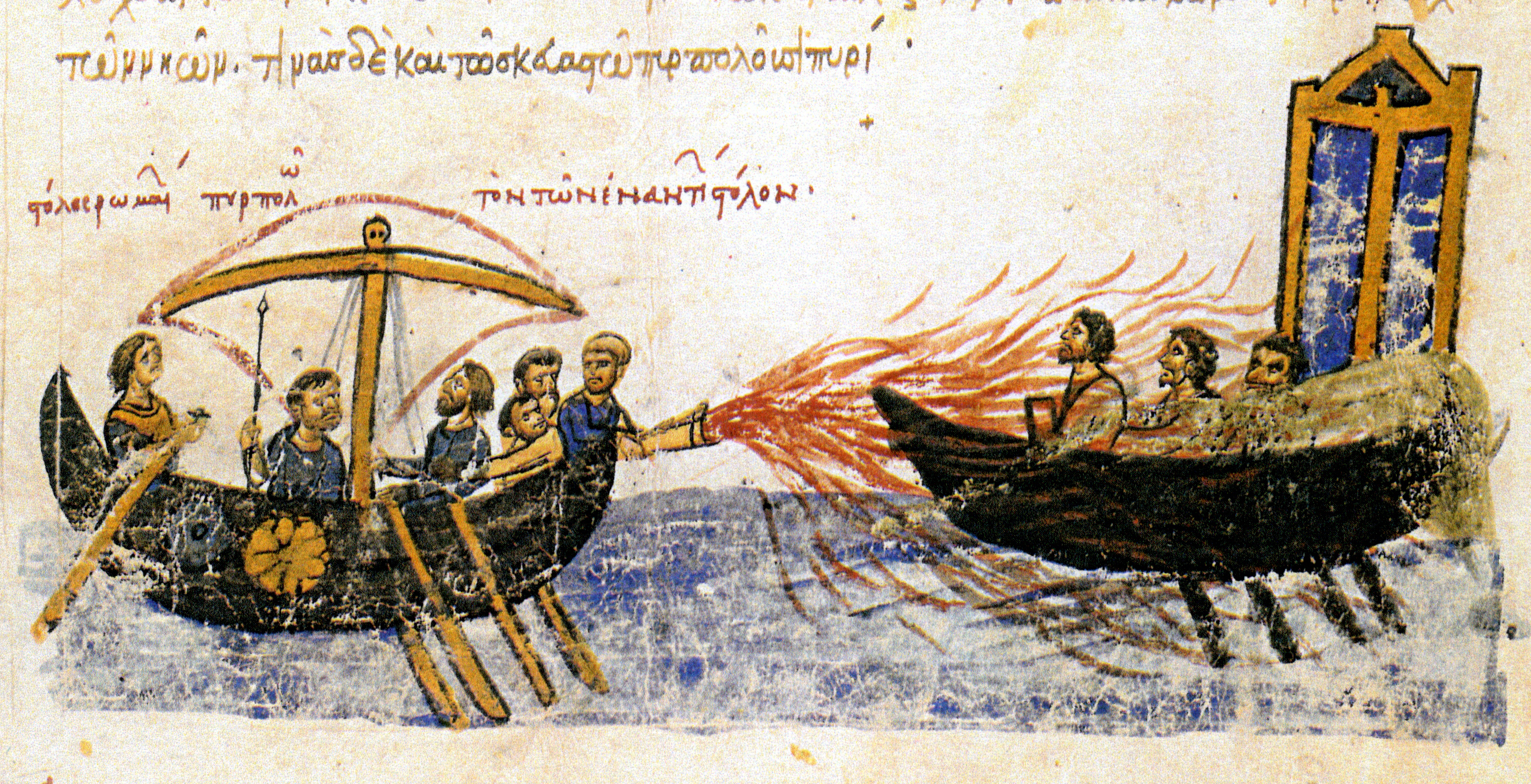
Grieks vuur in gebruik. Illustratie in het 12e-eeuwse manuscript van het werk Samenvatting van de geschiedenis (Grieks: Σύνοψις Ἱστοριῶν) door de laat-11e-eeuwse Griekse historicus Johannes Skylitzes (Grieks: Ἰωάννης Σκυλίτζης, soms Σκυλίτσης), Madrid.

Grieks vuur (ook wel Byzantijns vuur of vloeibaar vuur genaamd) was een wapen van het Byzantijnse rijk dat, naar verluidt, rond 673 uitgevonden werd door een joodse Syrische vluchteling genaamd Kallinikos (of Callinicus) van Heliopolis. Sommigen geloven echter dat hij het principe op zijn beurt weer geleerd had van chemici uit Alexandrië. Grieks vuur was een voorloper van modernere wapens als de vlammenwerper en napalm.

## Vuurwapen
Het wapen was een apparaat dat een stroom brandende vloeistof produceerde en over enige afstand kon spuiten. Het wapen bleek zowel op het land als ter zee efficiënt, maar werd voornamelijk gebruikt door de Byzantijnse marine (vluchten van een schip is vaak moeilijker dan vluchten van een veldslag). Vijandige schepen waagden zich vaak niet in de buurt van de Byzantijnse vloot omdat binnen het schootsveld van het Grieks vuur de Byzantijnen zo hevig in het voordeel waren.

## Militair geheim
Het productieproces voor de brandstof was een militair topgeheim. Zo geheim zelfs dat het verloren is gegaan – tot op de dag van vandaag weten we niet wat het precies was. Verschillende bronnen speculeren dat de bestanddelen (onder meer) zwavel, ongebluste kalk en vloeibare petroleum waren. Andere bronnen beweren dan weer dat het eerder uit nafta (νάφθα, de toenmalige Griekse benaming voor aardolie), zwavel en salpeter bestond. Ook is niet duidelijk of de brandstof met een vlam ontstoken werd (bijvoorbeeld bij het uitspuiten vanuit de spuitmond) of dat ze hypergool was (spontaan ontbrandend) in contact met water. Mocht het laatste het geval zijn, dan zou dat laatste kunnen komen door een bestanddeel als calciumfosfide, dat geproduceerd werd door de verhitting van leem, botten en kolen. Bij contact met water produceert calciumfosfide de spontaan ontbrandende stof fosfine.
De benodigde materialen werden kennelijk verhit in een ketel (vertelt de overlevering) en dan door een sifon gepompt. Deze sifon werd, na montage op de boeg van een schip, door een siphonarios bediend. De brandstof kon ook gebruikt worden in granaten, die van aardewerk gemaakt werden.

## Redder van het Byzantijns rijk
Grieks vuur was de sleutel tot veel militaire overwinningen van het Byzantijnse Rijk en was ook een reden dat het rijk zo lang bleef bestaan. Zeker tegen het einde van het rijk, toen er eigenlijk niet meer genoeg inwoners over waren om het rijk effectief te kunnen verdedigen. Het vuur werd voor het eerst toegepast om weerstand te bieden aan de belegering van Constantinopel door Arabieren tussen 674 en 678 (Slag van Syllaeum) en ook in 717-718 en weer tegen de Russen in 941 en tegen de Venetiërs tijdens de Vierde Kruistocht. Het werd in een snel tempo een van de meest gevreesde wapens van de middeleeuwen; alleen al de aanblik van een sifon op een slagveld, gebruikt voor Grieks vuur of niet, was voor vijanden regelmatig al genoeg reden om af te druipen. Het wapen was echter lastig in gebruik en zette vaak bij vergissing ook Byzantijnse schepen in lichterlaaie.